# 나카카노촌
나카카노촌(일본어: 中狩野村)은 일본 시즈오카현의 동부, 다가타군에 속해있던 촌이다. 현재의 이즈시 중부에 해당한다.

## 역사
- 1889년 4월 1일 - 정촌제 시행에 의해 다가타군 나카카노촌이 성립하였다.
- 1960년 11월 1일 - 가미카노촌과 합병해 아마기유가시마정이 성립하여, 동일 나카카노촌은 폐지되었다.

## 교통

### 도로
- 국도 제136호선

## 참고 문헌
- 角川日本地名大辞典編纂委員会,『角川日本地名大辞典 22 静岡県』, 角川書店, 1978年, ISBN 4040012208